# Gelechia omelkoi
Gelechia omelkoi (лат.) — вид выемчатокрылых молей рода Gelechia (Gelechiidae).

## Распространение
Россия, Алтай, Кош-Агачский район, плато Укок и Южно-Чуйский хребет.

## Описание
Длина переднего крыла 6,5—7,2 мм, размах — 13,8—15,0 мм. Голова, грудь и тегулы чёрные, на лбу с редкими серыми чешуйками на концах, лабиальные щупики чёрные с примесью белого, нижняя сторона 2 щупиков с кистью из длинных чешуек, разделенных медиальной щелью, с внутренней стороны белые, скапус чёёрный, жгутики чёрные, с кольцами с серым, густо реснитчатым снизу, переднее крыло в целом матовое, покрытое серо-коричневыми или серыми чешуйками, без отметин, бахрома серая, с коричневыми кончиками; задние крылья серые, жилки с коричневыми пятнами.

## Систематика и этимология
Вид был впервые описан в 2021 году. Новый вид внешне отличается от большинства других палеарктических видов Gelechia равномерно черновато-серым передним крылом без отметин. Gelechia mandella и Gelechia sororculella похожи темными, но без блестящего передними крыльями и наличием более светлых отметин. Гениталии самцов похожи на гениталии G. mandella, G. sororculella и G. jakovlevi, но отличаются следующими признаками: вершина фаллуса короткая, слабо заострённая, саккулус равен от 3/4 до 4/5 от длины кукулюса, задний край ункуса прямой.
Новый таксон получил видовое название в честь российского лепидоптеролога Михаила Омелько (Владивосток, Россия) за его вклад в изучение вымчатокрылых молей.

## Биология
Биология вида не изучена. Часть типовой серии, включая голотип, была собрана сеткой во время раннего восхода солнца вокруг карликовых сизых ив (Salix glauca и других) на высотах от 2200 до 2500 м. Весьма вероятно, что один из этих видов Salix является растением-хозяином для личинок, а распространение нового вида ограничено горными районами, где встречается его возможное растение-хозяин. Остальные экземпляры привлекались к свету в тех же местах обитания, в горных луговых или каменистых степях на высоте от 1400 до 2500 м. Gelechia sororculella также известна с соседних территорий Алтая, но встречена в долинах рек (Чуя, Чаган). Этот вид связан с несколькими видами Salix (Huemer, Karsholt, 1999), но не с карликовыми ивами, которые, как предполагается, являются видом-хозяином для G. omelkoi.